# Фторид серы(VI)
Гексафтори́д се́ры (также элега́з или шестифто́ристая се́ра, SF6) — неорганическое вещество, при стандартных условиях представляет собой тяжёлый газ (в пять раз тяжелее воздуха). Применяется в электротехнике.

## Методы получения
Возможно получать гексафторид серы из простых веществ:
{\displaystyle {\mathsf {S+3F_{2}\rightarrow SF_{6}}}}
Также гексафторид серы образуется при разложении сложных фторидов серы:
{\displaystyle {\mathsf {S_{2}F_{10}\rightarrow SF_{6}+SF_{4}}}}
Соединение было впервые получено и описано в 1900 году Анри Муассаном в ходе работ по изучению химии фтора.

## Физико-химические свойства
Практически бесцветный газ, без запаха и вкуса.
Обладает высоким пробивным напряжением (89 кВ/см — примерно в три раза выше, чем у воздуха при нормальном давлении).
Охлаждение газа при атмосферном давлении приводит к конденсации в бесцветное твёрдое вещество при −63,8 °C. Твёрдый гексафторид серы может быть расплавлен под давлением при −50,8 °C. Параметры тройной точки: t = −50,8 °C, P = 2,3 атм.
В твёрдой фазе при T = 94,30 К — происходит эндотермическое фазовое превращение.
Плохо растворим в воде (1 объём {\displaystyle {\ce {SF_6}}}в 200 объёмах воды), этаноле и диэтиловом эфире, хорошо растворим в нитрометане.
Плотность элегаза при температуре 20 °C и давлении 753,5 мм рт. ст. составляет 6,093 кг/м³. 
Твёрдый гексафторид серы имеет плотность 2,683 г/см³ при −195 °C, 2,51 г/см<³ при −50 °C.
Относительная диэлектрическая проницаемость — 1,0021. Полное число степеней свободы молекулы элегаза равно 21, из них три степени свободы — в поступательном движении, три — во вращательном, а остальные — в колебательном. Диаметр молекулы равен 5,33 Å.
Поверхностное натяжение жидкого гексафторида серы составляет 11,63 мН/м (−50 °C), 8,02 мН/м (−20 °C).
Вязкость газообразного элегаза несколько ниже вязкости воздуха: 15,37 мкПа·с (+22,5 °C), 18,71 мкПа·с (+100 °C).
Коэффициент теплопроводности, Вт/(м·К):  1,32 (ж., +20 °C), 1,36 (ж., +30 °C), 1,43 (ж., +50 °C), 0,0138 (г., +27,5 °C, 1 атм.).
В составе молекулы 21,95 % серы и 78,05 % фтора по массе.

### Термодинамические величины
| Свойство                          | Значение при н. у. (газ)                            |
| --------------------------------- | --------------------------------------------------- |
| Энтальпия образования             | −1219 кДж/моль                                      |
| Энтропия образования              | 291,6 Дж/(моль·К)                                   |
| Теплоёмкость                      | 97,15 Дж/(моль·К)                                   |
| Теплопроводность                  | 12,058 мВт/(м·К)                                    |
| Критическая температура           | 318,697…318,712 К (45,547…45,562 °С)                |
| Критическое давление              | 3,71 МПа (по разным данным, от 37,113 до 38,27 атм) |
| Критический объём                 | 198,0 см3/моль                                      |
| Критическая плотность             | 0,73…0,7517 г/см3                                   |
| Теплота плавления                 | 1,1…1,39 ккал/моль                                  |
| Теплота сублимации (при −63,8 °C) | 5,64…5,57 ккал/моль                                 |

## Химические свойства
Гексафторид серы — достаточно инертное соединение, наименее активное химически среди всех фторидов серы, не реагирует с чистой водой из-за кинетических факторов. Не реагирует также с растворами HCl, NaOH и NH3, однако при действии восстановителей могут протекать некоторые реакции. Не взаимодействует с галогенами, фосфором, мышьяком, углеродом, кремнием, бором, медью и серебром при температуре красного каления. Не подвергается воздействию нагретых CuO, PbCrO4 и расплавленного KOH, но при температуре выше +300°C реагирует с водой под избыточным давлением. Реакцию следует проводить при температуре не выше +370°C: 
{\displaystyle {\mathsf {SF_{6}+4H_{2}O\xrightarrow {>+300^{o}C,p} \ H_{2}SO_{4}+6HF\uparrow }}}
Взаимодействие с металлическим натрием проходит только при нагревании последнего до температуры кипения, однако уже при 64 °C взаимодействует с раствором натрия в аммиаке:
{\displaystyle {\mathsf {SF_{6}+8Na\rightarrow Na_{2}S+6NaF}}}
Гексафторид серы реагирует с литием с выделением большого количества тепла:
{\displaystyle {\mathsf {SF_{6}+6Li\rightarrow S+6LiF}}}
При этом продукты реакции — элементарная сера и фторид лития — имеют меньший объём, чем исходные вещества, что нашло применение в некоторых экзотических тепловых двигателях (смотри ниже).
С водородом и кислородом гексафторид не реагирует. Однако при сильном нагревании (до 400 °C) SF6 взаимодействует с сероводородом, а при 30 °C — с иодоводородом:
{\displaystyle {\mathsf {2SF_{6}+6H_{2}S\rightarrow S_{8}+12HF}}}
{\displaystyle {\mathsf {SF_{6}+8HI\rightarrow 6HF+H_{2}S+4I_{2}}}}
При повышенном давлении и температуре около 500 °C SF6 окисляет PF3 до PF5:
{\displaystyle {\mathsf {SF_{6}+PF_{3}\rightarrow PF_{5}+SF_{4}}}}

## Применение
- как изолятор и теплоноситель в высоковольтной электротехнике;
- как технологическая среда в электронной и металлургической промышленности;
- в системах газового пожаротушения в качестве пожаротушащего вещества;
- как хладагент благодаря высокой теплоёмкости, низкой теплопроводности и низкой вязкости[7];
- для улучшения звукоизоляции в стеклопакетах;
- в полупроводниковой промышленности для плазмохимического травления кремния;
- как окислитель в некоторых экзотических тепловых двигателях — например, в паротурбинной установке американской малогабаритной 324-мм противолодочной торпеды Mark 50, где он используется для окисления металлического лития.

### Применение в электротехнике
Название «элегаз» шестифтористая сера получила от сокращения «электрический газ». Свойства элегаза были открыты в СССР. В 1930-х годах учёный Б. М. Гохберг в ЛФТИ исследовал электрические свойства ряда газов и обратил внимание на некоторые свойства шестифтористой серы SF6 (элегаза). Потребность в элегазе появилась в стране в начале 1980-х годов и была связана с разработкой и освоением электрооборудования для передач постоянного тока сверхвысокого напряжения. Его промышленное производство в РФ было освоено в 1998 году на Кирово-Чепецком химическом комбинате.
Электрическая прочность при атмосферном давлении и зазоре 1 см составляет 89 кВ/см. Характерным является очень большой коэффициент теплового расширения и высокая плотность. Это важно для энергетических установок, в которых проводится охлаждение каких-либо частей устройства, так как при большом коэффициенте теплового расширения легко образуется конвективный поток, уносящий тепло.
В центре молекулы элегаза расположен атом серы, а на равном расстоянии от него в вершинах правильного октаэдра располагаются шесть атомов фтора. Это определяет высокую эффективность захвата электронов молекулами, их относительно небольшую длину свободного пробега и слабую реакционную способность. Поэтому элегаз обладает высокой электрической прочностью.
Элегаз безвреден в смеси с воздухом. Однако вследствие нарушения технологии производства элегаза или его разложения в аппарате под действием электрических разрядов (дугового, коронного, частичных), в элегазе могут возникать чрезвычайно активные в химическом отношении и вредные для человека примеси, а также различные твёрдые соединения, оседающие на стенах конструкции. Интенсивность образования таких примесей зависит от наличия в элегазе примесей кислорода и особенно паров воды.
Некоторое количество элегаза в электротехнической аппаратуре также разлагается в процессе нормальной работы. Например, коммутация тока 31,5 кА в выключателе 110 кВ приводит к разложению 5—7 см³ элегаза на 1 кДж выделяемой в дуге энергии.
Стоимость элегаза довольно высока, однако он нашёл достаточно широкое применение в технике, особенно в высоковольтной электротехнике. Он прежде всего используется как диэлектрик, то есть в качестве основной изоляции для комплектных распределительных устройств, высоковольтных измерительных трансформаторов тока и напряжения и др. Также элегаз используется как среда дугогашения в высоковольтных выключателях.
Основные преимущества элегаза перед его основным «конкурентом», трансформаторным маслом:[значимость факта?]
- взрыво- и пожаробезопасность;
- снижения массы конструкций[источник не указан 4371 день].

#### Регламентирующие стандарты
IEC:
- IEC 60376:2005 «Технические условия на элегаз (SF6) технического сорта для электрического оборудования»
- IEC 60480:2004 «Руководство по проверке и обработке серы шестифтористой (SF6), взятой из электротехнического оборудования, и технические условия на её повторное использование»

EN:
- EN 60376:2005 «Технические условия на элегаз (SF6) технического сорта для электрического оборудования»
- EN 60480:2004 «Руководство по проверке и обработке элегаза (SF6), взятого из электротехнического оборудования, и технические условия на его повторное использование»

### Вредное воздействие
По степени воздействия на организм человека относится к малоопасным химическим веществам (класс опасности IV согласно ГОСТ 12.1.007-76).
Имеется возможность отравления продуктами распада элегаза (низшими фторидами), образующимися, например, при работе дугогасительных камер в высоковольтных выключателях.
Потенциал разрушения озонового слоя ODP = 0.
Сильнейший известный парниковый газ, потенциал глобального потепления GWP = 24 900. Из-за небольших объёмов изготовления вклад в глобальное потепление не превышает 0,2 %. Регламентируется Киотским протоколом.

## Дополнительная информация
Если наполнить гексафторидом серы открытый сверху сосуд (так как газ тяжелее воздуха, то он не будет «выливаться» из сосуда) и поместить туда лёгкую лодочку, сделанную, например, из фольги, то лодочка будет держаться на поверхности и не «утонет». Этот опыт был показан в передаче «Разрушители легенд» как фокус с «прозрачной водой».
Также высокая плотность газа приводит к комичному эффекту при его вдыхании — голос становится очень низким и грубым, подобно голосу Дарта Вейдера. Опыт также показывался в «Разрушителях легенд». Аналогичный эффект создаёт и ксенон. А гелий, который в шесть раз легче воздуха, при вдыхании, наоборот, создаёт тонкий и писклявый голос.